# Gobio (genre)
Pour les articles homonymes, voir Gobio.
Genre
Le genre Gobio regroupe plusieurs espèces de poissons de la famille des cyprinidés.
L'espèce type est Gobio gobio, le goujon, petit poisson de fond des eaux douces européennes.

## Liste des espèces
Selon FishBase (31 mai 2014) :
- Gobio acutipinnatus Men'shikov, 1939
- Gobio alverniae Kottelat & Persat, 2005
- Gobio battalgilae Naseka, Erk'akan & Küçük, 2006
- Gobio brevicirris Fowler, 1976
- Gobio bulgaricus Drensky, 1926
- Gobio carpathicus Vladykov, 1925
- Gobio coriparoides Nichols, 1925
- Gobio cynocephalus Dybowski, 1869
- Gobio delyamurei Freyhof & Naseka, 2005
- Gobio feraeensis Stephanidis, 1973
- Gobio fushunensis Xie, Li & Xie, 2007
- Gobio gobio (Linnaeus, 1758)
- Gobio hettitorum Ladiges, 1960
- Gobio holurus Fowler, 1976
- Gobio huanghensis Luo, Le & Chen, 1977
- Gobio insuyanus Ladiges, 1960
- Gobio kovatschevi Chichkoff, 1937
- Gobio krymensis Bănărescu & Nalbant, 1973
- Gobio kubanicus Vasil'eva, 2004
- Gobio lingyuanensis Mori, 1934
- Gobio lozanoi Doadrio & Madeira, 2004
- Gobio macrocephalus Mori, 1930
- Gobio maeandricus Naseka, Erk'akan & Küçük, 2006
- Gobio meridionalis Xu, 1987
- Gobio obtusirostris Valenciennes, 1842
- Gobio occitaniae Kottelat & Persat, 2005
- Gobio ohridanus Karaman, 1924
- Gobio rivuloides Nichols, 1925
- Gobio sakaryaensis Turan, Ekmekçi, Luskova & Mendel, 2012
- Gobio sarmaticus Berg, 1949
- Gobio sibiricus Nikolskii, 1936
- Gobio skadarensis Karaman, 1937
- Gobio soldatovi Berg, 1914
- Gobio volgensis Vasil'eva, Mendel, Vasil'ev, Lusk & Lusková, 2008